# Rudy Albert Blatt
Rudy Albert Blatt (Duitsland, 25 oktober 1912 - Verenigde Staten, 13 mei 1992) was een joodse Duitser die tijdens de Tweede Wereldoorlog als Engelandvaarder bij de Prinses Irene Brigade kwam. Daarna werd hij bij de commandotroepen ingedeeld en vocht tegen Japan. Na de oorlog bleef hij nog enige tijd in Indië en migreerde uiteindelijk naar de Verenigde Staten, waar hij overleed.

## Engelandvaart
De eerste jaren gaf Blatt zijn energie aan het verzet in Nederland. In november 1941, toen de razzia's begonnen, besloten Blatt en Freddy [Alfred Maurits Hecht, Rotterdam, 5 juli 1917 - Amsterdam, 20 augustus 2001] naar Engeland te gaan. Ze stapten met hun fietsen op de trein in Amsterdam. 
Door België
Vanaf Roosendaal fietsten ze naar Esschen, waar hun passeur de fietsen verkocht. Vandaar namen ze de bus naar Antwerpen en de trein naar Brussel en een volgende trein naar Dinant. Ze hadden het adres van een priester opgekregen die hen over de grens zou helpen. Ook hielp hij hen aan Frans geld. Ze hadden ieder ongeveer 1000 gulden bij zich en Freddy's moeder had twee kostbare ringen in zijn schoudervullingen genaaid. 
Door Frankrijk
In de trein naar Nancy hoorden ze dat er in Nancy Duitse controles waren, dus ze stapten een dorp eerder uit en namen een taxi naar Nancy. Vandaar gingen ze naar Vesoul, waar ze het adres opkregen van een echtpaar dat in Delle, vlak bij de Zwitserse grens, woonde.  De Duitse patrouille werkte met honden, ze konden daar dus niet de grens niet over en reisden door naar Besançon, waar een gids hen met een groep anderen tot vlak bij de demarcatielijn bracht. Na drie uren lopen moesten ze schuilen in een vervallen huis. Daar kwamen andere gidsen de groep ophalen om met roeibootjes de rivier, die de lijn vormde, over te gaan. Eindelijk waren ze in het vrije Frankrijk van maarschalk Pétain.  Onverwacht werden Blatt, Fred en drie anderen daar gearresteerd omdat ze niet de Franse nationaliteit hadden. Ze werden naar het politiestation van Lons-le-Saunier gebracht waar ze verhoord werden. Hun verzoek om het Amerikaanse consulaat in Lyon te mogen bezoeken, werd ingewilligd. Ze kochten een retourtje Lyon - Lons maar keerden niet terug. Net over de Zwitserse grens werden ze aangehouden en naar Genève gebracht.
In Zwitserland
In Genève werden ze verhoord, eerst in de gevangenis, daarna door Fernand Laseur, hoofd Inlichtingen van het Zwitserse leger in Genève. Na een bezoek aan Van der Brul, de Nederlandse consul, werden ze vrijgelaten en bracht Laseur ze naar een pension in Vésenaz. Na een week ontmoetten ze generaal Van Tricht, militair attaché in Bern maar daarvan kregen ze alleen de opdracht om geduldig te wachten. Uiteindelijk werden ze geholpen door Laseur, die hen bij hem thuis ontving. Hij was als hoofd Inlichtingen verantwoordelijk voor alle buitenlanders die in Genève aankwamen en was op zoek naar tolken. Hij vroeg of Blatt en Fred goed Duits en Engels spraken. Ze waren blij iets nuttigs te kunnen doen. Bovendien zouden ze misschien in staat zijn een veilige vluchtroute van Nederland naar Zwitserland kunnen oprichten.
De eerste man die Blatt moest ondervragen was een gedeserteerde Duitser die gewond in een ziekenhuis lag. De Duitser zei bereid te zijn hun allerlei informatie over de Duitse posities te geven. Hij kreeg papier en drie dagen later had hij een gedetailleerde tekening gemaakt, te gedetailleerd vonden Blatt en Laseur. Het bleek een spion te zijn en kon de doodstraf alleen ontlopen door echt belangrijke informatie te geven, de naam van zijn baas en de inhoud van zijn opdracht.  Daarna werd hij aan de grens aan de Duitse politie overgeleverd. 
Die week ontbood Laseur Blatt en Fred weer in zijn flat, waar hij hen voorstelde aan twee 19-jarige jongens uit Parijs: Fabien en Serge, een Franse Jood. Al vijf maanden hadden ze voor Laseur gewerkt en nu vertelden ze hem dat Laseur in het grootste geheim ook voor de geallieerden werkte. Hun directe doel is om een route van Genève naar Marseille op te richten die ook gebruikt kan worden door mensen die geen woord Frans spraken, zoals Engelse militairen die uit kampen ontsnapt waren en met hulp van Fabien en Serge hun weg naar Zwitserland vonden. Blatt en Fred werden contactpersoon van Farrell, de Britse vice-consul in Genève maar ook Brits hoofd Inlichtingen in Zwitserland. Tegenover het Nederlandse moesten ze blijven vragen wanneer ze nou eindelijk naar Londen konden gaan.
Daarna werden ze op het spoor gezet van Arie van Dam, die net in Genève was aangekomen, maar door Laseur niet vertrouwd werd. Van Dam kwam hen in het pension opzoeken, maar hij was te vriendelijk en stelde te veel vragen, waardoor ook zij wantrouwend werden. Toen ze Laseur weer ontmoetten, vertelden ze hem dat ze inmiddels hadden ontdekt dat Van Dam veel met andere Nederlanders aanpapte en hen ook uitvroeg. Laseur sprak af dat ze Van Dam de volgende dag een uurtje mee zouden nemen en dat Laseur zijn kamer zou laten onderzoeken. Dat leverde zoveel bewijzen op – onder meer lijsten met namen van de Nederlanders in Genève, van adressen in Frankrijk etc. – dat besloten werd hem de volgende ochtend op te pakken. Na ondervraging werd hij gevangengezet. Ook vertelden Blatt en Fred dat ze graag naar Nederland terug wilden gaan om te vertellen dat ze goed waren aangekomen en eventueel een veilige route op te richten. Latour vond echter dat ze niet allebei tegelijk moesten gaan. Ze gooiden een munt op en Fred ging naar Nederland. Tien dagen later was hij weer terug, hij had een bekende meegenomen, Blatt zou hem in de flat van Laseur zien. Het bleek Henri de Beaumont te zijn, de man die hem aan veilige adressen in België had geholpen en inmiddels hoofd van de militaire ondergrondse organisatie was. Na een week ging De Beaumont, begeleid door Serge,  terug naar Nederland. Onderweg werd hij door Duitsers doodgeschoten.
Route Marseille
Inmiddels werd de route naar Marseille in gebruik genomen. Fred begeleidde de eerste groep, Blatt een paar dagen later de tweede groep. hij kreeg twee Britten mee, Bill en George. Bij een begraafplaats bij Genève klommen ze over de muur, de andere kant was Frankrijk.  Daar werden ze door een contactpersoon opgehaald en naar Annecy gebracht. Met de trein vervolgd de groep de reis naar Marseille. In die week wordt Dieppe gebombardeerd (19 september 1942). Ze kregen nieuwe identiteitspapieren en als Polen. leden van het Pools legioen van het Franse leger,  vervolgden ze hun reis naar Bagnoul. Daar werden ze opgewacht door twee Franse gidsen die hen in contact met een Spaanse passeur zouden brengen. Ze hadden twee Nederlandse cadetten bij zich.
Spanje
De Spaanse passeur nam hen mee de Pyreneeën door. Ze kwamen zelfs boven de bomengrens uit. Onderweg gaf Bill het op, hij bleef uitgeput achter, maar George en de gids vonden dat ze door moesten gaan totdat ze zich in een grot konden verstoppen. De grot was op Spaans grondgebied. Daar werd de gids overtuigd om Bill te zoeken. Vijf uren later kwam de gids terug, met Bill! Het volgende traject ging bergafwaarts. In een afgelegen boerderij ontmoetten ze een man die de groep met de trein mee naar Barcelona nam en naar het Britse consulaat, waar ze wat Spaans geld kregen en een logeeradres. Bill en George kregen andere logeeradressen en dat was de laatste keer dat Blatt hen zag.
Op het logeeradres ontmoette hij Fred weer, die een week eerder was aangekomen. Ze bespraken veel en gaven elkaar nuttige adressen door, maar de volgende ochtend moest Fred Barcelona al verlaten. Een paar dagen later werd Blatt met enkele Britten naar de Britse ambassade in Madrid gebracht. Een dag later kwam Jhr van Panhuys, de 1ste secretaris van de Nederlandse ambassade, hem ophalen. Daar mocht Blatt voorlopig logeren.
Een week later werd hij naar het Britse consulaat in Sevilla gebracht door een diplomatieke auto. De volgende dag ontmoetten ze Albert de Voogd, de Nederlandse consul. Een paar dagen later werden ze aan bood gesmokkeld van een Britse kustvaarder. Onder in het schip werden ze opgesloten, en pas op open zee mochten ze uit hun schuilplaats komen. Een dag later waren ze in Gibraltar. Fred was er een week eerder aangekomen en ondervraagd door Mr Darling. Deze wist dus dat Blatt eraan zou komen. Een week later vertrok hij op een troepenschip naar Liverpool.

## Londen
Met een trein werd hij naar Londen gebracht waar hij verhoord werd. Na twee dagen werd hij naar de Patriotic School getransporteerd voor verder verhoor. Daar hoorde hij dat Fred al in Londen was. Op Eaton Square werd hij door de Nederlanders verhoord. Ze waren tevreden en Blatt mocht door naar Arlington House, het hoofdkwartier van het Nederlandse leger. Hij werd ingedeeld bij de Prinses Irene Brigade en zou in Wolverhampton wachten tot hij een pilotenopleiding kon krijgen.
Maar eerst ontmoette hij Fred weer in Londen en logeerde daar een paar nachten. Samen overlegden ze ook hoe ze de route Zwitserland-Engeland tot stand konden brengen.  Arlington wilde niet dat ze beiden vertrokken, maar Blatt en Fred wilde samen reizen.
Fred nam hem ook mee naar Oranjehaven, de club voor Engelandvaarders waar hij die week ook Prins Bernhard ontmoette. En na enkele dagen kregen alle ongeveer 80 tot dan aangekomen Engelandvaarders een onderscheiding van de koningin. Op 28 augustus vertrok hij naar Wolverhampton.

## Wolverhampton
In de trein naar Wolverhampton vroeg Blatt zich af of hij wel echt piloot wilde worden. Tegen de tijd dat hij zijn opleiding zou afronden, zou de oorlog immers toch al voorbij zijn. Bovendien wist hij niet hoe hij dan zijn oorspronkelijke plan zou moeten uitvoeren, het oprichten van de ontsnappingsroute Zwitserland-Engeland. Toen hij in Wolverhampton was, wilde hij zo snel mogelijk weg. Hij wilde bij de commando's komen, maar moest dan eerst zijn conditie verbeteren. Enkele weken later was er een 25-mijlmars. Hij stopte met roken en drinken, en hij begon te trainen. Tijdens de mars liep hij de duizend deelnemers voorbij en hij kwam als tweede over de finish, achter een commando. Na een speciale medische keuring werd zijn overplaatsing naar de commando's goedgekeurd.

## Commando
Blatt werd overgeplaatst naar Fort Madoc in Wales. Number 10 Commando had verschillende units bestaande uit mannen van een bepaalde nationaliteit. Er was ook een internationale unit waar vooral Joden in zaten. In 1943 was hij ingedeeld bij de No. 2 Dutch Troop en kreeg een zware training in Eastbourne.  Daarna werd de training vervolgd samen met de andere units. Daarna was iedereen klaar voor actie, en die bleef uit. Inmiddels was Fred piloot bij de RAF geworden en vroeg hij Blatt naar Londen te komen tijdens zijn volgende verlof. Toen ze elkaar weer zagen hoorde Blatt dat zijn vader in een concentratiekamp zat.
De 25-jarige Jan Linzel werd de nieuwe commandant in Eastbourne. Samen met Maarten Knottenbelt had hij Prins Bernhard bezocht om te vragen of hij voor actie kon zorgen. De prins zou overleg plegen met Lord Mountbatten, op dat moment nog hoofd van alle commandotroepen. Actie kwam, ze kregen tropenuniformen en werden naar Azië gestuurd om tegen de Japanners te vechten met onder meer Maarten Knottenbelt, Wim van der Veer, Nick de Koning en G Ubels.

## Azië

### India
Vanuit Glasgow voeren ze met een troepenschip via het Suezkanaal naar India. Ze acclimatiseerden in een kamp buiten Bombay. Lord Mountbatten, inmiddels commandant van de troepen in Azië, bezocht hun kamp. Niet lang daarna werd Blatt ontboden bij commandant Linzel, Knottenbelt en Ruys van Dugteren waren er ook. Samen met Nick de Koning, sergeant van der Veer en korporaal Ubels verlieten ze de dag erna het kamp.

### Birma
Ze werden op 19 februari 1944 naar Birma gestuurd. Hun schip was bestemd om landingen uit te voeren. Er waren 300 man aan boord inclusief Blatt en de vier Nederlanders. Onderweg probeerden ze Maleisisch en Japans te leren en kregen ze les in Japanse tactieken. Uiteindelijk bereikten ze Cox's Bazar, waar ze met kleine bootjes aan wal gezet werden. Het stadje bestond uit huisjes van bamboe en palmbladeren. De Karen-bevolking wist dat de commando's kwamen om hen te beschermen tegen de 'gele duivels'. Bij de Naaf-rivier werd kamp opgeslagen, aan de overkant zaten de Jappen. Twee dagen later begonnen de mariniers met aanvallen, de commando's volgden. Aan boord werd soms op een doedelzak gespeeld. Blatt ging bij Arakan voor het eerst aan wal. Na drie dagen kwamen ze in contact met de Jappen, aan beide kanten sneuvelden veel mannen. Blatt raakte gewond. Hij had een eigen EHBO doosje bij zich en spoot de morfine in zichzelf. Daarna probeerde hij terug te strompelen naar de basis. Onderweg ontdekte hij bij toeval een Japanse ammunitieopslag. Hij strompelde verder en werd door Van der Veer gevonden. Aan hem vertelde hij waar hij de Japanse ammunitie had gezien, en op een geïmproviseerde brancard werd hij naar de basis gebracht waar hij meer morfine kreeg. Vandaar werd hij overgebracht naar het laatste schip dat vertrok. Twee vluchten later landde hij in een veldhospitaal Comilla in India. Na de operatie kreeg hij eindelijk van de dokter te horen wat hij had: een groot gat in zijn borst en enkele kleine gaten. Een stuk van de granaat had hij nog niet kunnen verwijderen. Tien dagen later werd Blatt geëvacueerd naar Chittagong waar een groot hospitaalschip in de haven lag. Vandaar werd hij naar Calcutta gebracht en vandaar met een hospitaaltrein naar Secunderabad.

### Borneo
In oktober 1945 arriveerde kolonel Simon Spoor in Batavia. Hij was directeur van de NEFIS. Blatt werd zijn assistent en ontwikkelde een plan dat de naam 'Offensive Intelligence' kreeg. Spoor zond Blatt voor een missie naar Pontianak, Borneo, samen met Jan Krol, die in Indië was opgegroeid en de lokale talen sprak. Ze moesten inlichtingen inwinnen. De eerste weken leverden niets op, de Japanse bezetters waren weg maar daar hadden ze ontzag voor gehad. Die Nederlanders vertoonden geen macht. Na overleg met de gouverneur en sultan Hamid II zou gezocht worden naar Jappen die de regels van de Geneefse Conventies hadden overtreden en die zouden berecht worden. De sultan was in Nederland opevoed en na de Tweede Wereldoorlog teruggekomen. Er waren bijna geen mannen meer in zijn dorp. Veel mannen waren als arbeiders door de Jappen meegenomen, veel waren ook verdwenen zonder dat iemand van ze gehoord had. Ook de sultan wilde graag weten wat er precies gebeurd was. Hij zou de bevolking aansporen Blatt's team te bezoeken om hun verhaal te vertellen. Na twee weken werd de informatie geëvalueerd en werd er geconcludeerd dat 2200 mannen uit Pontianak verdwenen waren. 
Drie weken later hadden ze geluk. De Jappen hadden bij het bedrijf van Ko Sing Li koffers besteld om hun buit naar huis te suren, en dat bedrijf had nog de lijsten van de klanten, met hun legeronderdeel. En ze ontmoetten Sukadri, een Maleisische jongen die jongos was geweest op het hoofdkantoor van de Japanse Inlichtingendienst. Besloten werd dat Blatt en Ko en Sukadri op zoek zouden gaan naar de schuldige Jappen. Kolonel Spoor ging akkoord. Met een Catalina vlogen Blatt, Jan Krol, Ko en Sukadri naar Batavia. Van Spoor kregen ze een introductiebrief voor de geallieerden met het verzoek alle hulp te verlenen. In Singapore logeerde Blatt in het beroemde Raffles Hotel, maar Ko en Sukari moesten elders onderdak vinden. Ook van Lord Mountbatten kreeg hij een brief met recommandatie om zijn werk te ondersteunen.
Intussen was gebleken dat men vermoedde dat de gezochte Jappen op het eiland Labuan zouden zijn. Op 18 december vlogen Blatt, Ko en Sudari erheen, maar ze kwamen te laat. De gezochte Jappen waren overgeplaatst naar Kuching, de hoofdstad van Sarawak, aan de noordkust van Borneo. Vier dagen later vlogen ze naar Kuching. Daar zaten ongeveer 2500 Japanse gevangenen in een kamp bewaakt door Australiërs. Van het namenlijstje dat Blatt bij zich had werden 75 Jappen in het kamp gevonden. Blatt kreeg een kantoortje toegewezen waar hij de Jappen kon ondervragen, Ko en Sukari konden de mannen identificeren. Daarna was de vraag hoe ze deze mannen naar 
Pontianak konden brengen. Een Engelse Sunderland werd ter beschikking gesteld,  en de eerste 30 Jappen werden op transport gesteld. De hele bevolking van Pontianak leek het vliegtuig te verwelkomen. Twee dagen later arriveerde de tweede groep gevangenen. Terwijl de gevangenen om de beurt ondervraagd werden, vond iemand bij toeval een massagraf. Gevangene Yamamoto gaf toe dat hij in opdracht van Okashima verantwoordelijk was voor die moorden en de meeste zelf had uitgevoerd. Ook Okashima biechtte na een aantal slapeloze dagen op dat hij in opdracht van Hayashi had gehandeld. Ook moest de macht van de sultan verdwijnen. Hayashi bekende pas na vier slapeloze dagen hoe hij had gehandeld in opdracht van vice-admiraal Kamada Hichiaki, die in Batavia zat. Borneo was militair niet belangrijk, maar economisch wel, met rubber, goud, kopra en diamanten. Hij had alles in werk moeten stellen om de opbrengst daarvan op te voeren.
Yamamoto bleek ook te kunnen aanwijzen waar Hamid I, de vader van de sultan, een jaar eerder was vermoord en begraven. Hij werd opgegraven en kreeg een staatsbegrafenis.  Toen alles achter de rug was, vertrokken de Nederlanders naar Batavia om rapport uit te brengen aan generaal Spoor.

## Inspectie
Spoor vroeg hem om in drie weken alle Nederlandse legereenheden in Azië langs te gaan en rapport uit te brengen. Ook zijn oude vriend Henk Goedens zou meegaan. Blatt kende Goedens uit de tijd dat ze samen in het verzet zaten. Samen reisden ze naar Saigon, Bangkok, Rangoon, Hong Kong, Shanghai, Seoul, Tokio, Manilla en diverse Indische eilanden. De meeste Nederlanders waren ondervoed, velen hadden in Jappenkampen gezeten en allen wilden zo snel mogelijk naar huis. Terug in Batavia bracht Blatt rapport uit aan Spoor. Hoewel hij grote behoefte aan rust had, kreeg hij bericht zich zo snel mogelijk te melden bij Wim van Bolten, hoofd van NEFIS in Batavia. Het ging om kolonel Nakamura.  Deze had veel goud, juwelen en andere kostbare goederen verzameld maar na de plotselinge capitulatie van Japan geen tijd gehad om alles naar Japan te brengen. Via zijn toenmalige vriendin werd alles door Blatt opgespoord.
Blatt werd eervol ontslagen en vloog via Nederland naar de Verenigde Staten, waar hij de rest van zijn leven woonde.

## Onderscheidingen
- Bronzen Kruis, K.B. 8 september 1945 nr 31
- Verzetsherdenkingskruis (VHK)

Zie ook de lijst van Engelandvaarders.